# Kristóf család
Kristóf család (Christoff) egy Nyitra vármegyei, illetve Verebélyi széki család.
Apai keresztnévből származtatható családnév. Az 1570-es esztergomi szandzsák defterében azonban csak Sárkányon találkozni a családnévvel. Többekkel Kiscétényben is birtokoltak, de az 1664-es érsekújvári török defterben ott nem, Verebélyen viszont Kristóf István szerepelt.
1608-ban Forgách esztergomi érsektől Panyi Balázs után a Cékus, Ferenczy, Kristóf, Orly, Panyi, Szabó és Szánthó családok kaptak Nemespannra adományt. 1611-ben Kristóf Pál tanúskodott Bakits Péter mellett, Révay Ferenc hűtlenségi perében felesége Forgách Zsuzsanna ellen. 1613-ban Bacskády János fia Ferenc eladta nemespanni részét Kristóf Mihálynak és feleségének, Ernyei Annának. 1639-ben Néveren élt Hubay János özvegye Kristóf Anna. 1664-ben Verebélyen Kristóf István szerepelt az oszmán adóösszeírásban.
1683-ban Kristoff Ferenc esett el a párkányi csatában.
1699-ben Kollonich Lipót érsektől Nemespannon a Fölső és Alsó Osztályban kapott Kristóff Katalin adományt, de elképzelhető hogy a Balogh családnak köszönhetően kerültek vissza.
1740-ben Brincza Györgyné Kristóff Borbála (körülbelül 20 évesen) tanúskodott Nemespannon. Az 1752-es dikális összeírásban János szerepelt. 1753-ban Kristoff Ádám (kb. 63 évesen) tanúskodott Nemespannon. 1768-ban a Fölső Osztályban János birtokolt feleségével Balogh Katalinnal, a Középső Osztályban pedig Ádám. 1770-ben Nemespannon Balogh András (apja János) és János pereskedett Kristoff Jánossal és feleségével Balogh Erzsébettel, melyből kitűnt hogy egykoron öregebb Balogh István végrendelete szerint Balogh István és János fiai testvérüknek Bogyó Istvánné Ilonának a leánynegyedet kiszolgáltatták.
1828-ban József szerepelt.
Címerük nem ismert.